# Jimmy Eat World (musikalbum)
Jimmy Eat World är bandet Jimmy Eat Worlds debutalbum. Albumet släpptes 1994. I detta album sjunger Tom Linton de flesta sångerna som främste sångare, och den enda sång Jim Adkins sjunger främst i är "Usery".

## Låtlista
| Nr  | Titel             | Längd |
| --- | ----------------- | ----- |
| 1.  | Chachi            | 2:57  |
| 2.  | Patches           | 3:34  |
| 3.  | Amphibious        | 1:42  |
| 4.  | Splat Out of Luck | 2:19  |
| 5.  | House Arrest      | 2:26  |
| 6.  | Usery             | 3:18  |
| 7.  | Wednesday         | 2:10  |
| 8.  | Crooked           | 4:07  |
| 9.  | Reason 346        | 4:24  |
| 10. | Scientific        | 7:01  |
| 11. | Cars              | 3:39  |